# Ibrahim Afellay
Ibrahim Afellay (Utrecht, 2. travnja 1986.) bivši je nizozemski nogometaš marokanskog porijekla.

## Vanjske poveznice
- Profil na Transfermarktu
- Profil na Soccerwayu